# Agbokpa
Agbokpa ist ein Arrondissement im Departement Zou im westafrikanischen Staat Benin. Es ist eine Verwaltungseinheit, die der Gerichtsbarkeit der Kommune Abomey untersteht.

## Demografie und Verwaltung
Gemäß der Volkszählung 2013 des beninischen Statistikamtes INSAE hatte das Arrondissement 7237 Einwohner, davon waren 3503 männlich und 3734 weiblich.
Von den 41 Dörfern und Quartieren der Kommune Abomey entfallen sechs auf Agbokpa:
1. Akouessa
2. Dokon
3. Gnansata
4. Ouémè
5. Sonou Akouta
6. Sonou Fiyè